# Мьяльяно
Мьяльяно (итал. Miagliano) — коммуна в Италии, располагается в регионе Пьемонт, в провинции Бьелла.
Население составляет 587 человек (2008 г.), плотность населения составляет чел./км². Занимает площадь 1 км². Почтовый индекс — 13060. Телефонный код — 015.
Покровителем коммуны почитается святой Алексий, человек Божий, празднование 17 июля.

## Демография
Динамика населения:

## Администрация коммуны
- Официальный сайт: